# Любично
Любично (словен. Ljubično) — поселення в общині Польчане, Подравський регіон‎, Словенія.